# Église Notre-Dame-en-Saint-Melaine de Rennes
L'église Notre-Dame-en-Saint-Melaine (dénommée couramment Notre-Dame-en-Saint-Melaine) est aujourd'hui une église paroissiale française située à Rennes — dans le prolongement de la rue Saint-Melaine, dans la partie nord-est du centre de la ville médiévale —, dans le département français d'Ille-et-Vilaine en région Bretagne. Elle est bordée sur sa façade sud par l'extrémité ouest du parc du Thabor.
Le sanctuaire est dédié à saint Melaine, considéré traditionnellement comme le premier évêque de Rennes, qui mourut ici au VIe siècle, puis fut enterré sur la colline du Champ du Repos à Rennes, où fut construite l'abbaye Saint-Melaine.
D'abord abbatiale, l'édifice servit de cathédrale durant la première moitié du XIXe siècle. Entre 1803 et 1844, la cathédrale Saint-Pierre située à Rennes, volontairement démolie à la fin du XVIIIe siècle et non encore reconstruite, n'était plus utilisable en tant que cathédrale ni comme sanctuaire. Étienne Célestin Enoch, évêque de Rennes, décida donc d'installer provisoirement le siège du diocèse dans l'abbatiale Notre-Dame-en-Saint-Melaine, laquelle devint ainsi pro-cathédrale, c'est-à-dire cathédrale provisoire.
Notre-Dame-en-Saint-Melaine se présente aujourd'hui comme un édifice composite de style roman et gothique, derrière une tour-clocher classique et néoclassique. Son plan est en forme de croix latine.

## Histoire de l'édification du sanctuaire actuel
L'église primitive fut construite sur la tombe de saint Melaine, évêque de Rennes à la fin du Ve siècle et début du VIe siècle. Elle fut incendiée et reconstruite deux fois, aux VIIe et Xe siècles.
Les moines, contraints de fuir, emportèrent au Xe siècle avec eux le corps de leur saint patron, et vinrent se réfugier à l'abbaye de Preuilly, en Touraine.
L’église est reconstruite au XIe siècle. En 1026, la construction est suffisamment avancée pour que des offices y soient célébrés.
Geoffroy Grenonat, comte de Rennes, voulut rétablir l'abbaye de Saint-Melaine. Il envoya, en l'année 1054, des députés à Sigo, abbé de Saint-Florent de Saumur, pour lui demander un homme capable de rétablir le monastère dans son ancienne splendeur ; en même temps, il le soumit à l'abbé de Saint-Florent. Sigo lui envoya un de ses religieux, nommé Even. Celui-ci, voulant rendre les reliques de l'ancien fondateur à leur premier lieu de repos, s'adressa à Gervais de Belleme, évêque de Reims, qui en possédait une partie.
Rorans avait obtenu une partie des reliques de saint Melaine qu'elle conservait avec une grande vénération à Argentré. Ce fait est connu car dans une lettre, Gervais de Belleme, archevêque de Reims, annonce à Even, abbé et réformateur de l'abbaye Saint-Melaine de Rennes, que, cédant enfin à ses instances, il consent à lui rendre la relique si chère à sa famille.
La datation de l’abbatiale romane qui subsiste en partie, remaniée (bases de la tour du clocher-porche, parties de la nef, croisée et transepts) fait débat. Sa construction est souvent attribuée à Gervais, abbé de Saint-Melaine de 1081 à 1109, mais selon Marc Déceneux, celui-ci aurait fait reconstruire le chœur aujourd’hui disparu, les éléments subsistants présentant les caractéristiques d’un édifice du premier tiers du XIe siècle.
Dans la première moitié du XIIIe siècle, le carré du transept fut recouvert d'une voûte d'ogives dont le départ est encore actuellement visible.
Au XIVe siècle, pendant la guerre de Succession de Bretagne, l’abbaye est saccagée et les moines s’installent intra-muros dans le logis dit du Petit Saint-Mélaine, rue du Chapitre. Les arcades de la nef et les fenêtres hautes sont refaites, ainsi que le chœur. En 1432, la tour du clocher est reconstruite sur les bases romanes.
Le 21 août 1627, les mauristes s'installent à Saint-Melaine et exécutent de lourdes modifications.

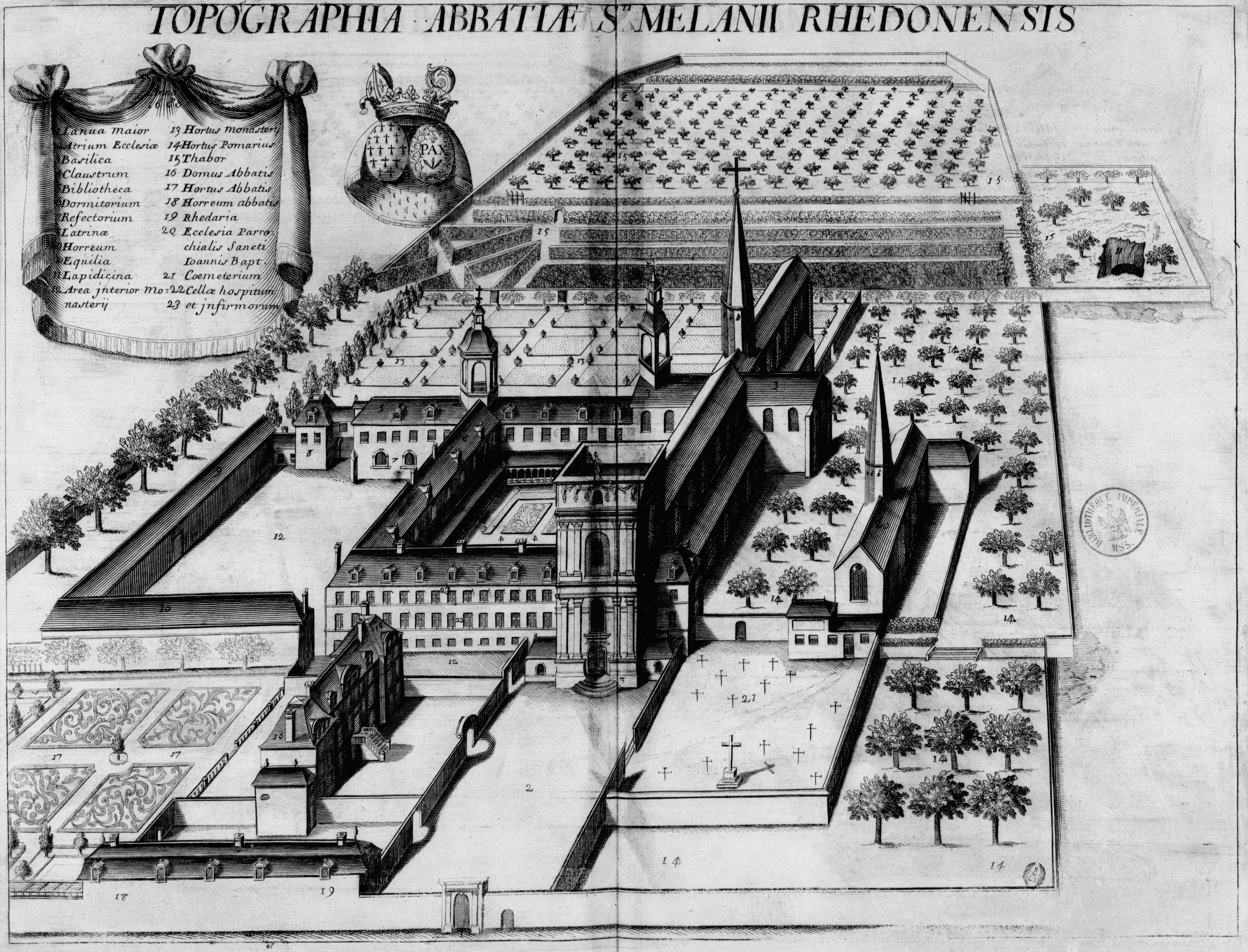
Vue de l'abbaye Saint-Mélaine de Rennes au XVIIe siècle (Monasticon Gallicanum).

En 1676, sous l'abbatiat de Jean d'Estrades, la façade du clocher est entièrement refaite en calcaire sculpté par l'atelier de Corbineau, célèbre sculpteur de retables lavallois, qui réalise également en 1683 un nouveau cloître, mais les chapiteaux et les colonnes de l'ancien cloître du XIe siècle, sont conservés au Musée de Bretagne.
L'église abbatiale Saint-Melaine devient paroissiale en 1791, l'abbaye étant supprimée. Elle est érigée en pro-cathédrale de 1803 à 1844 sous le nom de Saint-Pierre pendant la reconstruction de la cathédrale du même nom, écroulée au XVIIIe siècle, puis elle redevient paroissiale à partir de 1844 sous le nom de Notre-Dame (aujourd'hui "Notre-Dame-en-Saint-Melaine").
Le curé de la paroisse, nommé Meslé (ne pas confondre avec les architectes cités infra), décide alors d'embellir son église et de faire de son sommet le point le plus élevé de Rennes, visible de toute la ville. En 1855, la tour du clocher est surélevée d'un étage supplémentaire par l'architecte Jacques Marie Mellet, père d'une célèbre dynastie, et couronnée d'une statue de la Vierge en plomb doré, œuvre de l'atelier de l'abbé Choyer à Angers. Meslé dote aussi l'église d'un buffet d'orgue en style romantique, d'un orgue réalisé par Jean-Baptiste Clauss, ancien contremaître de Cavaillé-Coll, et d'un chemin de croix peint en quatorze toiles réalisées dans un style classique, inspiré du XVIIe siècle français ou italien.
L'église fait l'objet d'une inscription au titre des monuments historiques depuis le 14 octobre 1926, transformée en classement par arrêté du 2 juillet 2013. Elle a été endommagée durant la Seconde Guerre mondiale puis restaurée dans les années 1960. Elle sera ensuite entretenue par des travaux en 2024 et 2025. 

## Architecture

### Extérieur
La façade du clocher dessinée de façon parfaitement symétrique est en très bon état. Elle date dans son aspect actuel de 1676, et est faite en calcaire sculpté par l'atelier Corbineau de l'école lavalloise. Une tour octogonale couronnée d'une statue de la Vierge en plomb doré surélève l'ensemble en 1855. De belles corbeilles de fruits ornent des scènes paradisiaques et partout, une multitude de chérubins entoure un moine portant une crosse, représentant sans doute saint Melaine, dans une vue allégorique.

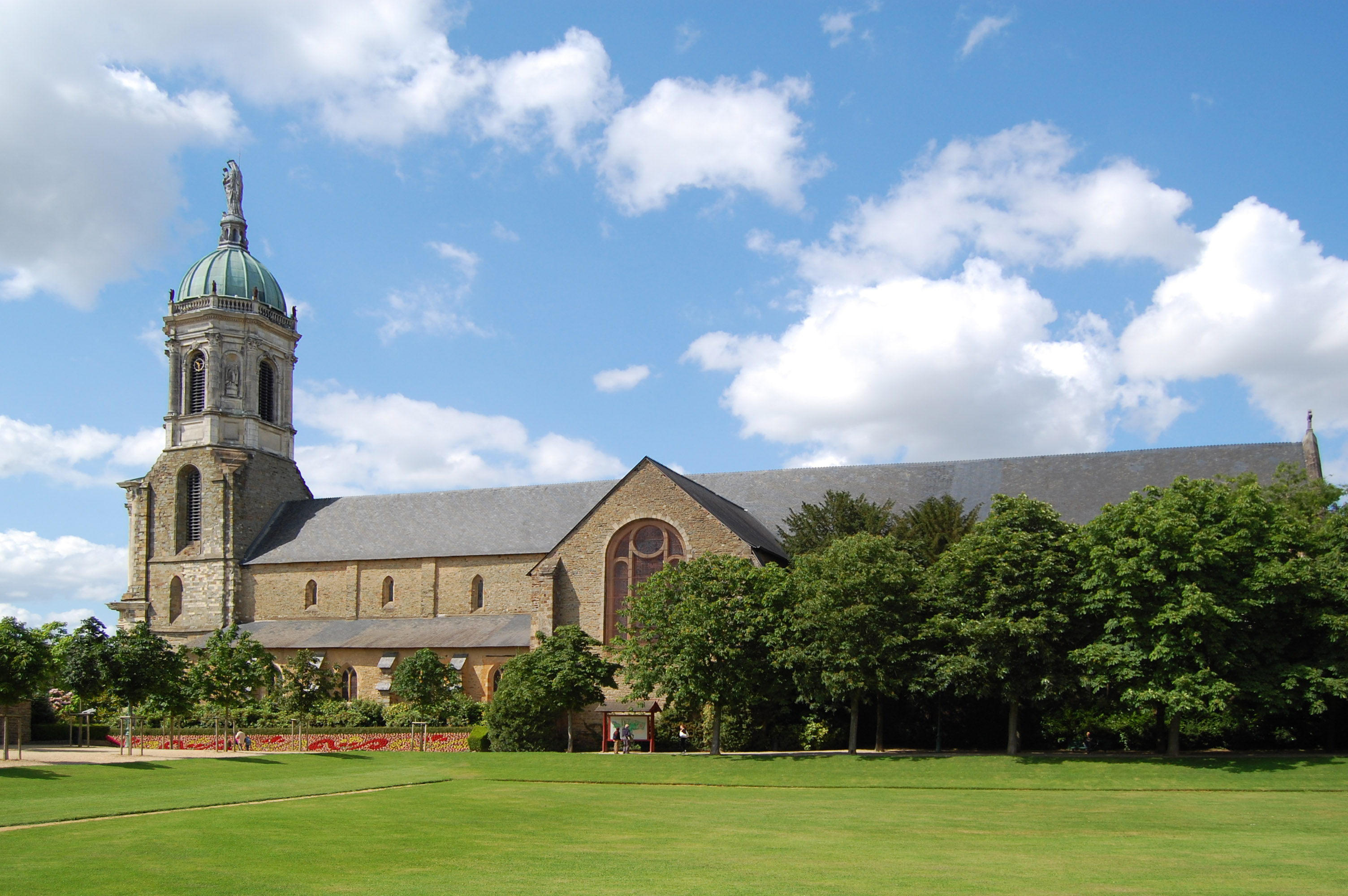
L'église Notre-Dame-en-Saint-Melaine, située près de l'entrée ouest du parc du Thabor.
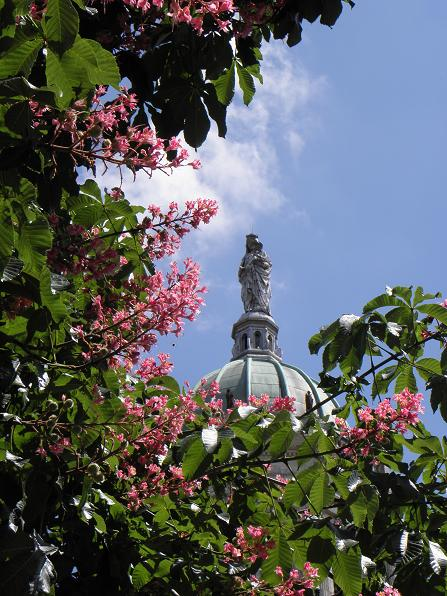
Vierge dorée de la tour de Notre-Dame de Rennes.
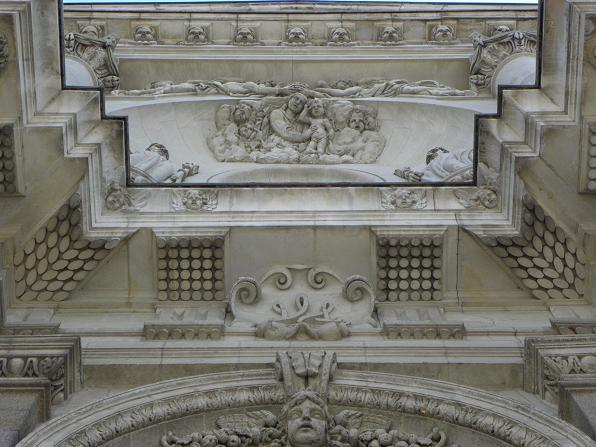
Sculptures de la tour de Notre-Dame de Rennes par l'atelier de Corbineau.

### Intérieur

#### Architecture
Malgré les transformations ultérieures, il reste de nombreux vestiges de l’édifice roman qui permettent de restituer une vaste église en croix latine à trois vaisseaux précédée d’un clocher-porche, aux grands volumes austères dépourvus d’articulation, entièrement couverts de charpente, caractéristiques du premier âge roman breton (comme l’abbatiale de Locmaria à Quimper ou l’abbatiale Saint-Sauveur de Redon). Une datation de la fin XIe siècle en ferait une œuvre singulièrement archaïque alors que se construisent à cette époque l’abbatiale de Sainte-Croix à Quimperlé, la cathédrale romane de Nantes et le chœur de l’abbatiale de Landévennec.
Le clocher-porche dont la base date de l’époque romane ouvre sur la nef par une arcade de plein cintre à triple rouleau.
L’ouest de la nef a conservé les larges piles rectangulaires datant du XIe siècle, flanquées d’un pilastre vers l’intrados et d’un contrefort plat côté collatéraux et ceinturées d’une imposte biseautée. Elles portaient des arcades de plein cintre à double rouleau, retaillées en arc brisé ultérieurement. Au dessus, le haut mur nu était percé de fenêtres au rythme indépendant de celui des arcades. L’une d’elles, rebouchée, est visible sous l’enduit dans le mur nord. Les trois travées à l’est de la nef sont supportées par des piliers flanqués de quatre colonnes engagées datant de la campagne de restauration du XIVe siècle, tout comme les petites fenêtres hautes en arc brisé.
La croisée du transept romane est globalement préservée sur trois côtés (il manque le côté ouest donnant sur le chœur). Au débouché de la nef, elle est marquée par un grand arc diaphragme outrepassé à double rouleau reposant sur de hautes piles complexes, surmonté de deux baies de plein cintre géminées et de deux oculus. À son revers, on voit la trace du voûtement du carré de transept au XIIIe siècle. Les arcades latérales donnant sur les bras du transept sont moins hautes et ont également un profil outrepassé.
Les bras du transept, de même hauteur que la nef, ont conservé une grande partie de leurs fenêtres romanes de plein cintre et leurs oculus, mais des grandes fenêtres à  remplage y ont été percées au XIVe siècle.
Le chœur roman était aussi large que la nef et entouré de bas-côtés communiquant avec les bras du transept par des arcades de plein cintre à double rouleau toujours existantes. On en ignore le plan. Il a été remplacé au XIVe siècle par le  profond chœur gothique flanqué de collatéraux. Son élévation reproduit les dispositions de la partie est de la nef et s’achève sur un chevet plat percé d’une grande fenêtre à remplage.

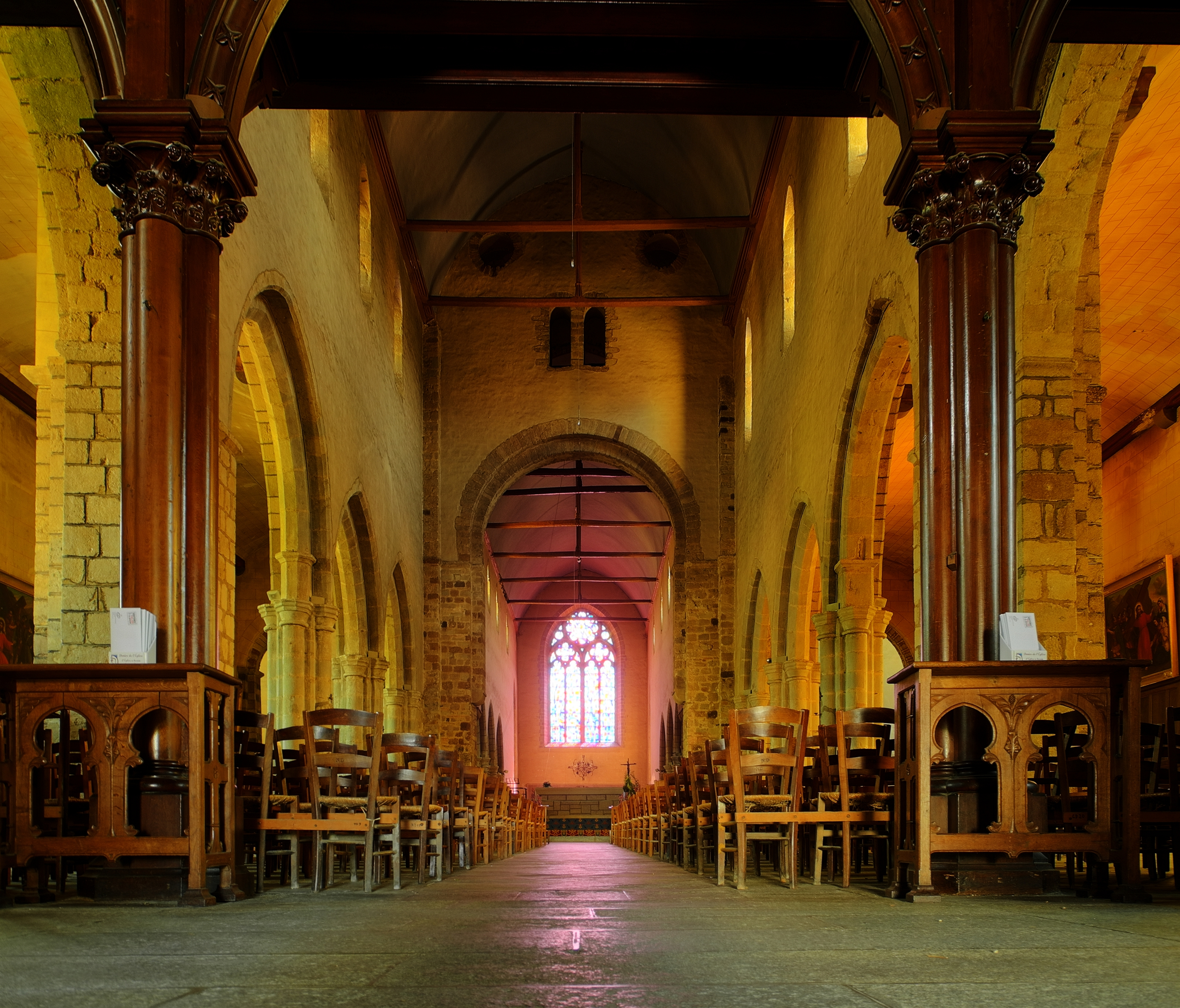
Vue générale.
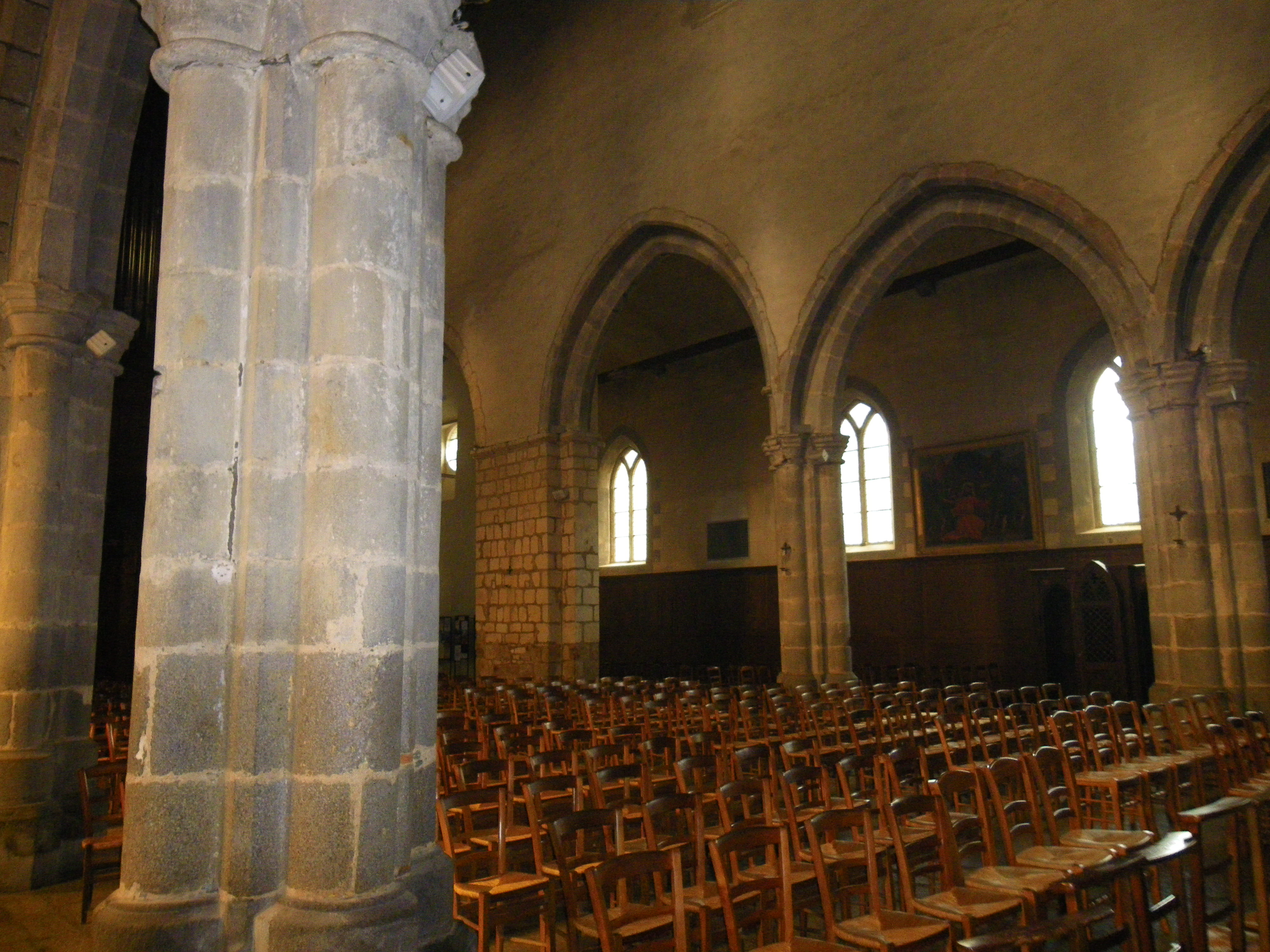
Arcades du côté nord  de la nef.
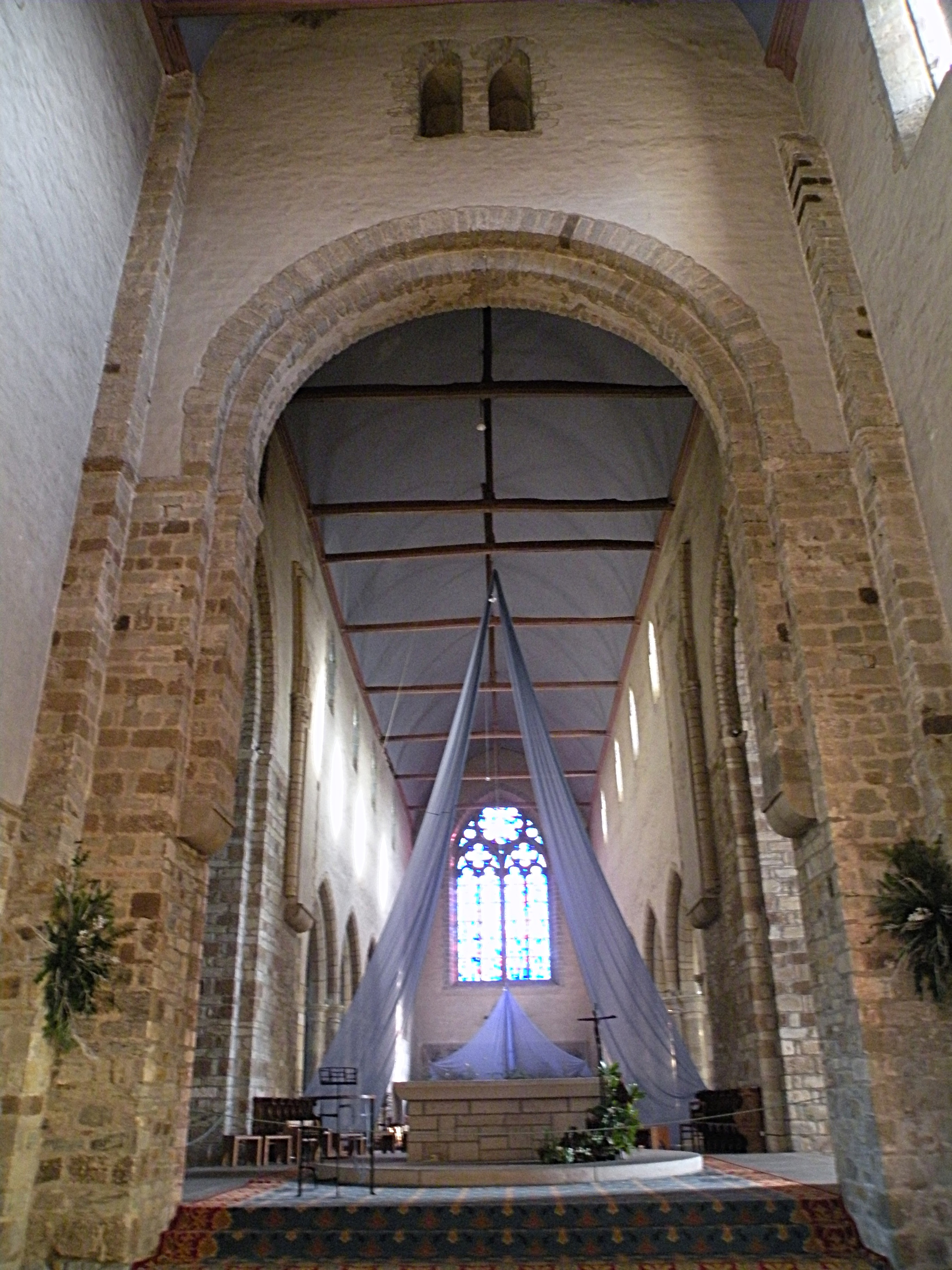
Arc diaphragme et chœur.
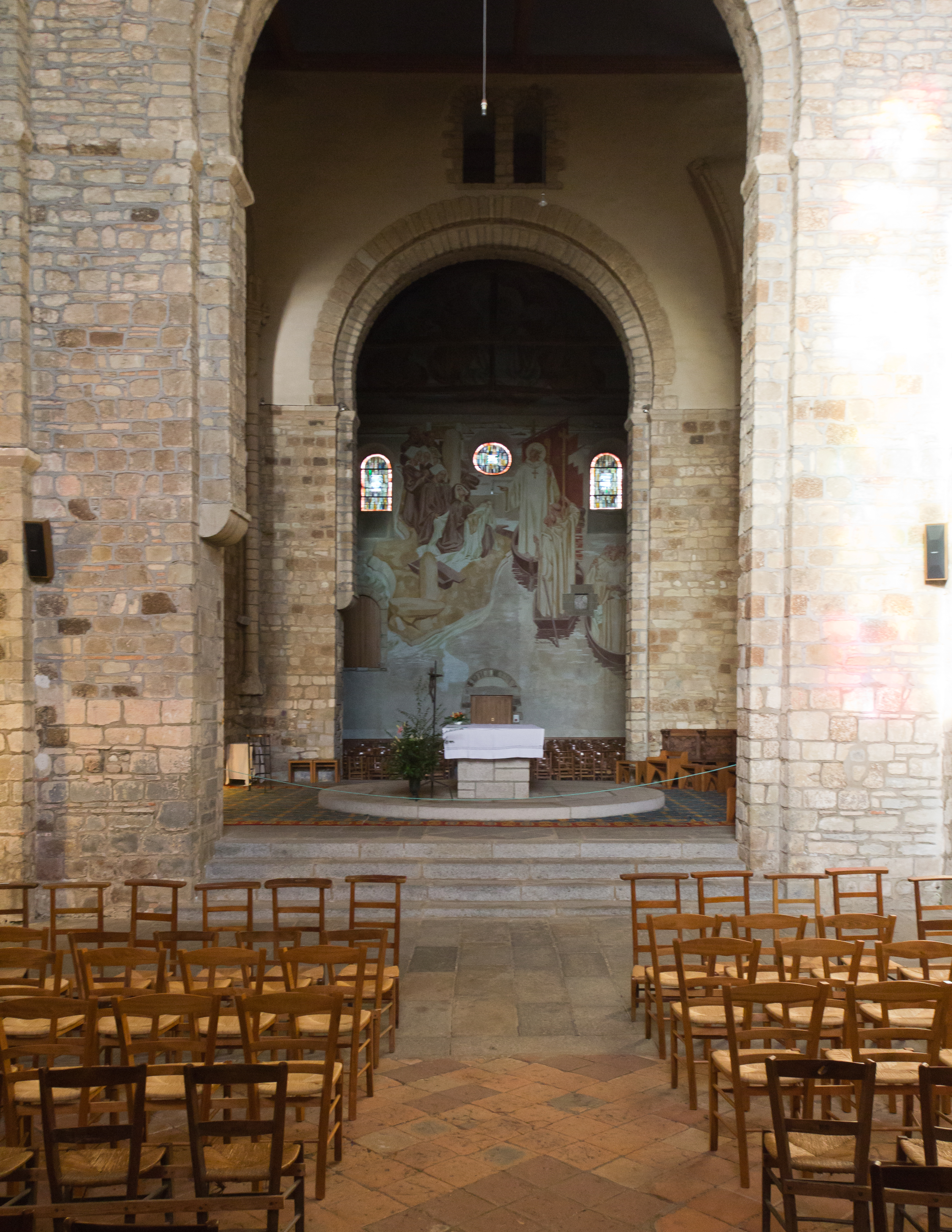
Arcades du transept.

#### Les vitraux
Des vitraux anciens de l'édifice soufflés au cours de la Seconde Guerre mondiale, lors du bombardement de la ville, le 29 mai 1943 qui toucha notamment le Thabor, subsiste, au chevet du collatéral nord, une verrière caractéristique de la production du XIXe siècle. Les vitraux sont remplacés dans les années 50 par de simples verres colorés.
La grande baie du transept sud s'orne d'un vitrail de huit mètres de hauteur et quatre mètres de largeur évoquant "La Translation (reliques) de la dépouille du saint évêque Melaine arrivant aux portes de la ville de Rennes par la Vilaine" alors que les laïcs et clercs se prosternent sur son passage. Elle est accompagnée de l'inscription " Corpus Melani Rhedonas Honorifica DXXX" - Le corps de saint Melaine honoré par les Rennais en l'an 530.
Cette grande verrière est due à l'atelier des frères Paul et André Rault - "Les Maîtres Verriers Bretons" et "Vitraux d'Art E. Rault", installé place Hoche à Rennes. Sur les conseils de l'historien rennais Paul Banéat, le dessin de la maquette a été réalisé par Marguerite Maugé qui collabora activement au succès artistique de l'Atelier Rault. Installé en 1942, le vitrail fut endommagé l'année suivante par les bombardements qui soufflèrent la partie centrale de la baie endommagea la partie haute. Pendant près de 46 ans, des plaques de plexiglas opaques tentent de masquer les dégâts, avant que la ville de Rennes n'en entreprenne la restauration, sous la direction de Frédéric Rault : l’œuvre fut bénite lors de la fête de saint Melaine en 1988 et est considérée comme le chef d’œuvre de l'Atelier Rault, captant par des verres colorés la lumière au midi.

##### Témoignage d'un renouveau de l'art sacré
Témoins d'une volonté de renouveau de la Commission diocésaine d'art sacré : la grande baie centrale du chevet reçoit en 1956 l'œuvre de Jean Le Moal, représentant une Pentecôte de façon non figurative, pour une des toutes premières fois dans un édifice religieux, verrière du chœur (9 × 4 m), verre et plomb ; et de l'atelier Jean Barillet, le mobilier liturgique de Willy Anthoons).

#### Fresques murales
- Une peinture murale du XVe siècle représentant le baptême du Christ est située dans le transept sud.
- Une autre, du XXe siècle, d'André Mériel-Bussy (1902-1984) est visible dans le croisillon nord du transept. Elle fait l'objet d'un classement au titre des monuments historiques depuis le 1er juillet 1960[10].

Voir aussi le chemin de croix, cité plus haut.

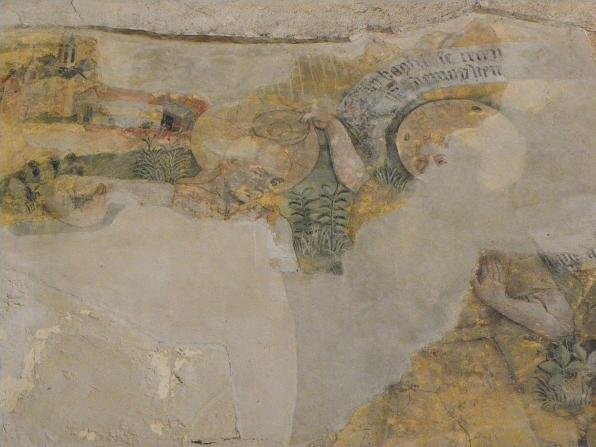
Fresque du baptême du Christ.

## Orgues

### Grand orgue
Orgue Claus, 1879.

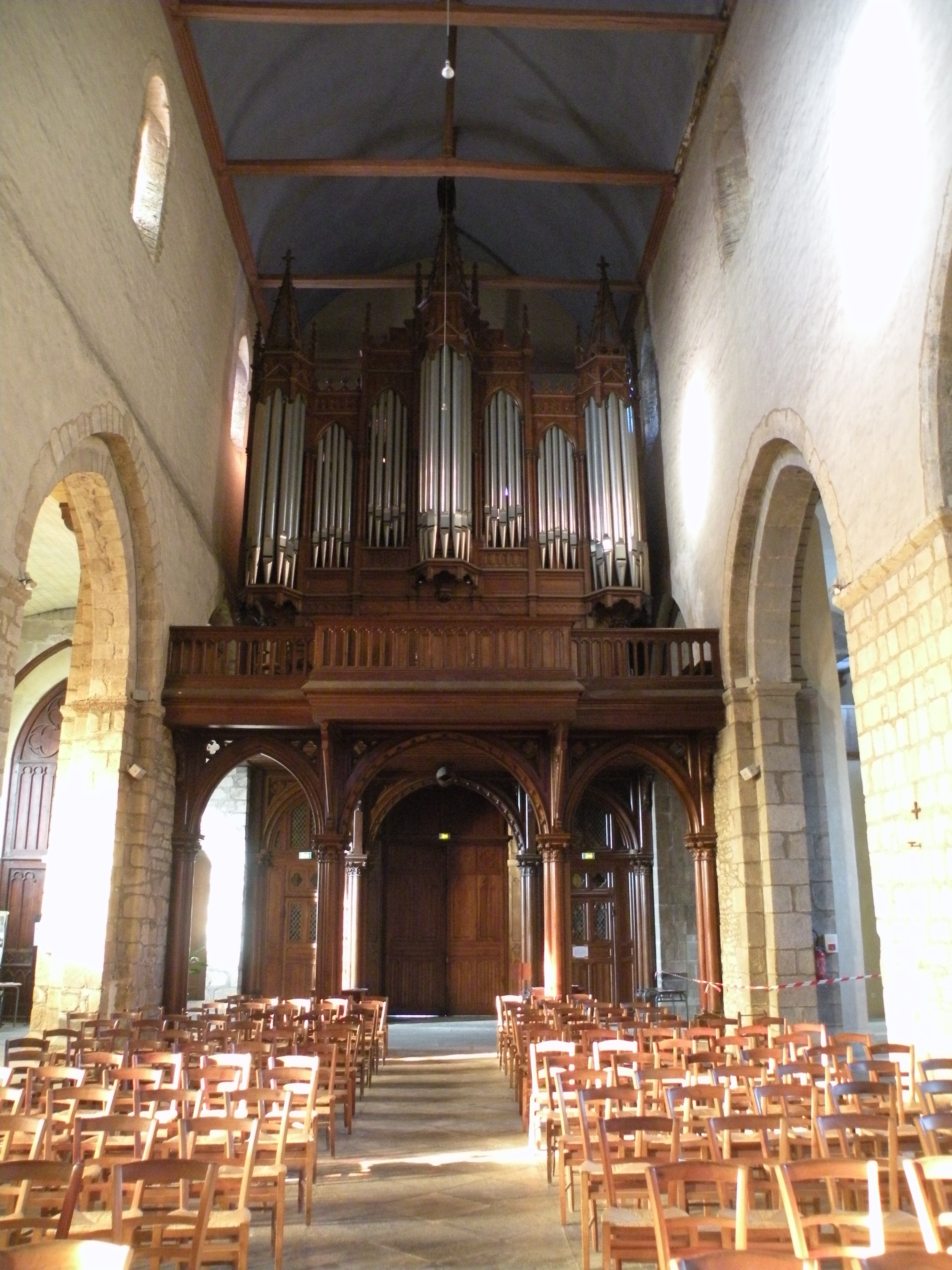
Les grandes orgues Claus.

En 1937, Gonzales transforme la septième en nasard et le plein jeu 6 rangs en plein jeu 4 rangs.
En 1984, Yves Sévère fait un relevage, restaure la septième et le plein jeu. Ajout de l'accouplement rec/pos.
Les grandes orgues comportent :
- 3 claviers manuels et un pédalier ;
- 40 jeux.

| I Grand-Orgue C–g3     |           |
| Montre                 | 16'       |
| Bourdon                | 16'       |
| Montre                 | 8'        |
| Bourdon                | 8'        |
| Flûte harmonique       | 8'        |
| Salicional             | 8'        |
| Prestant               | 4'        |
| Doublette              | 2'        |
| Fourniture progressive | IV/VI rgs |
| Cornet                 | 5 rangs   |
| Bombarde               | 16'       |
| Trompette              | 8'        |
| Clairon                | 4'        |

| II Positif C–g3   |     |
| Quintaton         | 16' |
| Principal         | 8'  |
| Flûte traversière | 8'  |
| Violoncelle       | 8'  |
| Unda-Maris        | 8'  |
| Octave            | 4'  |
| Basson            | 16' |
| Trompette         | 8'  |
| Clarinette        | 8'  |
| Clairon           | 4'  |

| III Récit (expressif) C–g3 |        |
| Bourdon                    | 8'     |
| Gambe                      | 8'     |
| Voix Céleste               | 8'     |
| Flûte octaviante           | 4'     |
| Octavin                    | 2'     |
| Piccolo                    | 1'     |
| Fifre                      | 1'1/7' |
| Basson-Hautbois            | 8'     |
| Voix Humaine               | 8'     |
| Trompette                  | 8'     |
| Clairon                    | 4'     |

| Pédale C–f1 |     |
| Contrebasse | 16' |
| Flûte       | 8'  |
| Flûte       | 4'  |
| Bombarde    | 16' |
| Trompette   | 8'  |
| Clairon     | 4'  |

| Accessoires : | Accessoires : | Tirasses G.O., Positif, Récit | Appel Barker G.O., Copulas III/I, II/I, III/II | Octave grave G.O. | Appels anches Pédale, G.O., Positif, Récit | Tremblant Récit | Expression Récit |

### Orgue de transept
Orgue Cavaillé-Coll 1874 opus : 417/414 (no 451 catalogue Huybens).
Ancien orgue de la chapelle des Carmes livré le 28/02/1874.
Se composait primitivement de 10 jeux. Un bourdon 8 fut ajouté en août 1874.
Un autre jeu (Cor de nuit?) fut ajouté plus tard.
Dans les années 1950, le facteur Wolf installe un pédalier 30 notes à tirage indépendant (bourdon 16).
Transfert de l'église saint Aubin à l'abbatiale et restauration par Jean-François Thibaud en 2011.
- 2 claviers manuels et un pédalier.
- 12 jeux.

| I Grand-Orgue C–g3 |     |
| Bourdon            | 16' |
| Montre             | 8'  |
| Bourdon            | 8'  |
| Flûte harmonique   | 8'  |
| Prestant           | 4'  |

| III Récit (expressif) C–g3 |       |
| Bourdon                    | 8'    |
| Gambe                      | 8'    |
| Voix Céleste               | 8'    |
| Flûte octaviante           | 4'    |
| Plein jeu                  | 3 rgs |
| Basson-Hautbois            | 8'    |
| Trompette                  | 8'    |

| Pédale C–f1 |     |
| Bourdon     | 16' |

| Accessoires : | Accessoires : | Tirasses G.O., Récit, | Accouplement Rec/G.O., | Expression Récit à cuillère |

## L'abbaye Saint-Melaine
Saint Melaine aurait joué un rôle important auprès de Clovis dont il serait devenu le conseiller. À sa mort entre 529 et 549 son corps déposé dans une barque aurait échoué à Rennes où il fut inhumé dans le cimetière « Vicus Christianorum » au nord est de la cité.
Un monastère aurait été fondé à l'emplacement de son tombeau vers 550. Un nouvel édifice fut consacré par Dutioterus évêque de Rennes le 15 mai 630. On retrouve trace d'un abbé de Saint-Melaine Bertulphe, participant au concile de Chalon en 650.
À l'époque des invasions vikings l'abbaye est ruinée et les reliques partent vers 920 à Preuilly-sur-Claise en Touraine. L'abbaye reste à l'abandon jusque vers 937. La « dynastie » des évêques de Rennes s'empare du temporel de l'abbaye et quand Thébaut dote ses filles en démembrant le diocèse il se retire à Saint-Melaine en désignant comme successeur son fils Gautier qui y prend lui-même sa retraite comme abbé après l'accession de son fils Garin à l'épiscopat de Rennes.
Saint-Mélaine est enfin réformée à partir de 1058 par Even (mort en 1081) de l'Abbaye Saint-Florent de Saumur qui sera abbé pendant 23 ans et qui devient archevêque de Dol et par son successeur Gervais (mort en 1109). Dotée d'abbés commendataires depuis le début du XVIe siècle, lors de l'effondrement de la cathédrale de Rennes, les moines bénédictins s'opposent deux fois en 1740 et 1770 à l'installation du siège épiscopal à Saint-Melaine. L'abbaye est finalement réunie à l'évêché de Rennes par l'évêque François Bareau de Girac en 1775

## Cloître
Le cloître du XVIIe siècle, le logis abbatial, les bâtiments conventuels et le jardin ont été conservés.

Galerie subsistante (ouest) du cloître
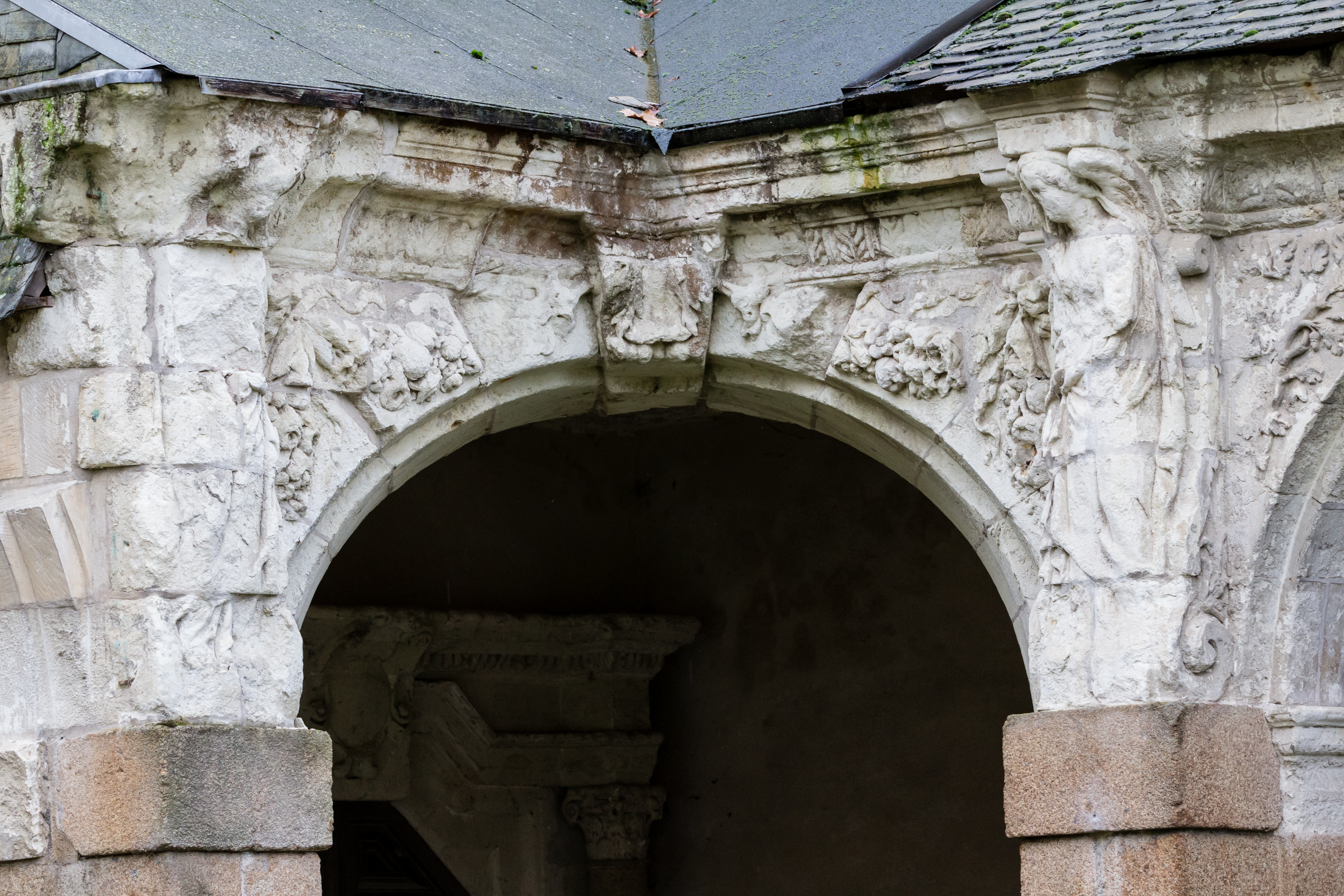
Angle sud-ouest.
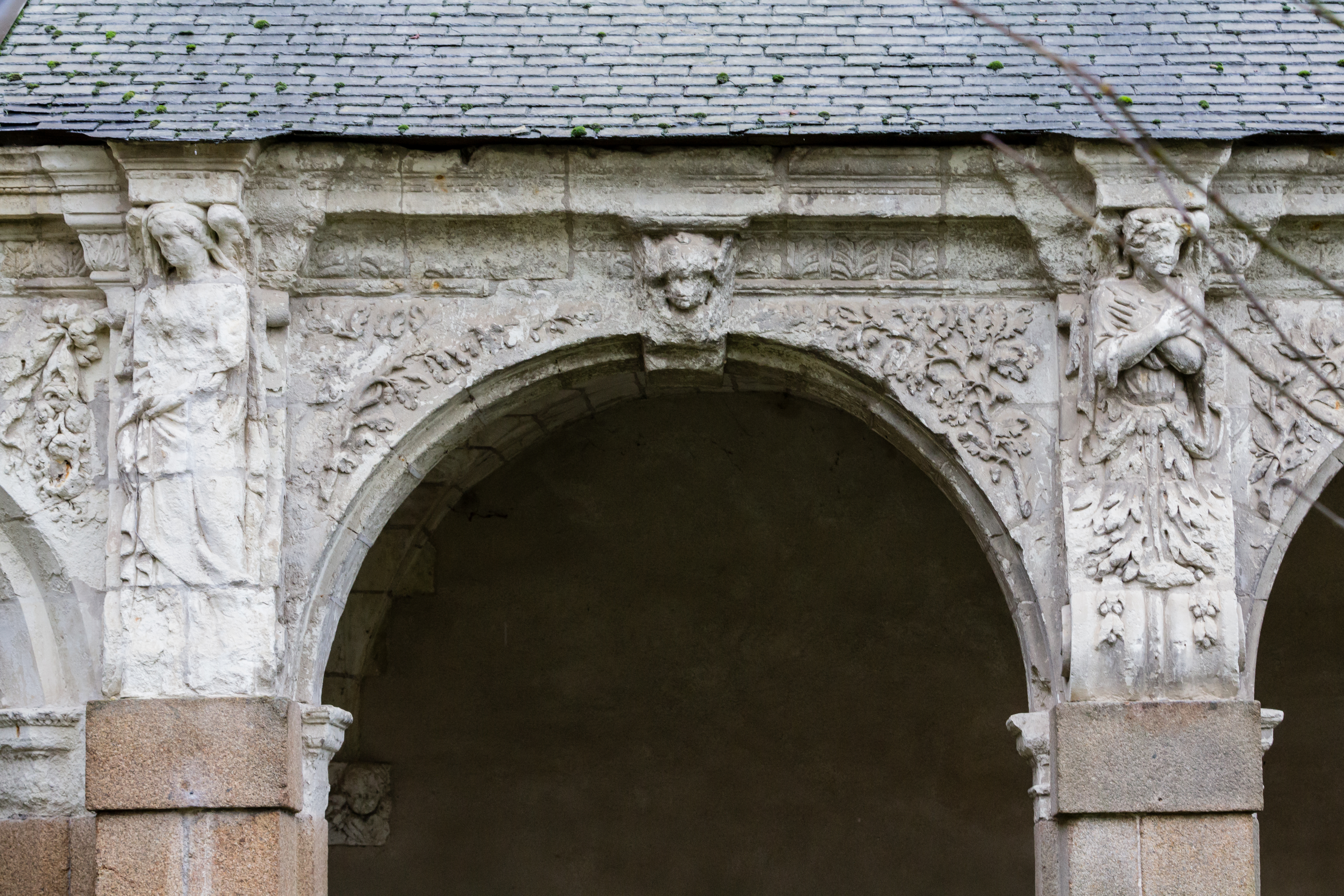
Neuvième arcade.
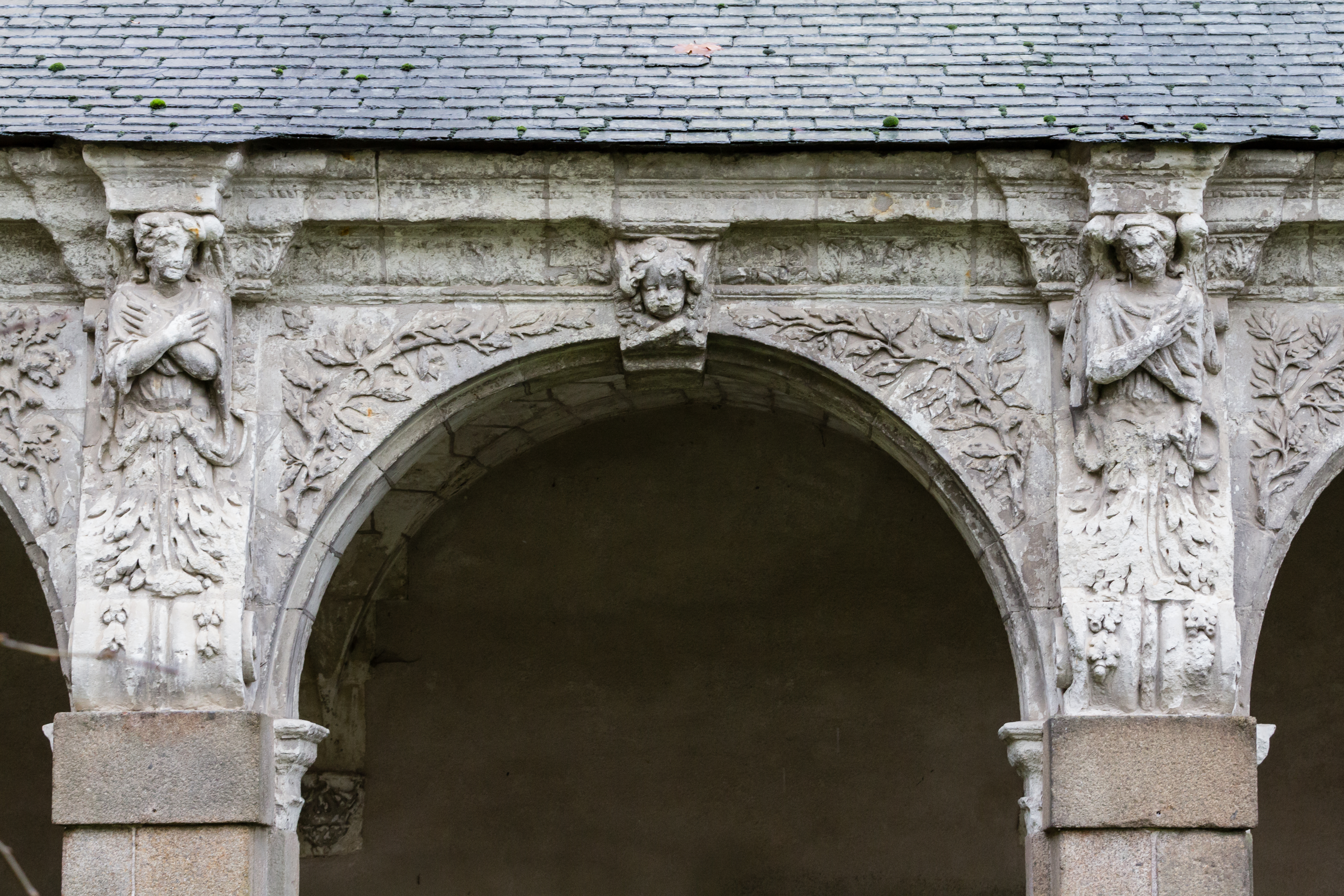
Huitième arcade.
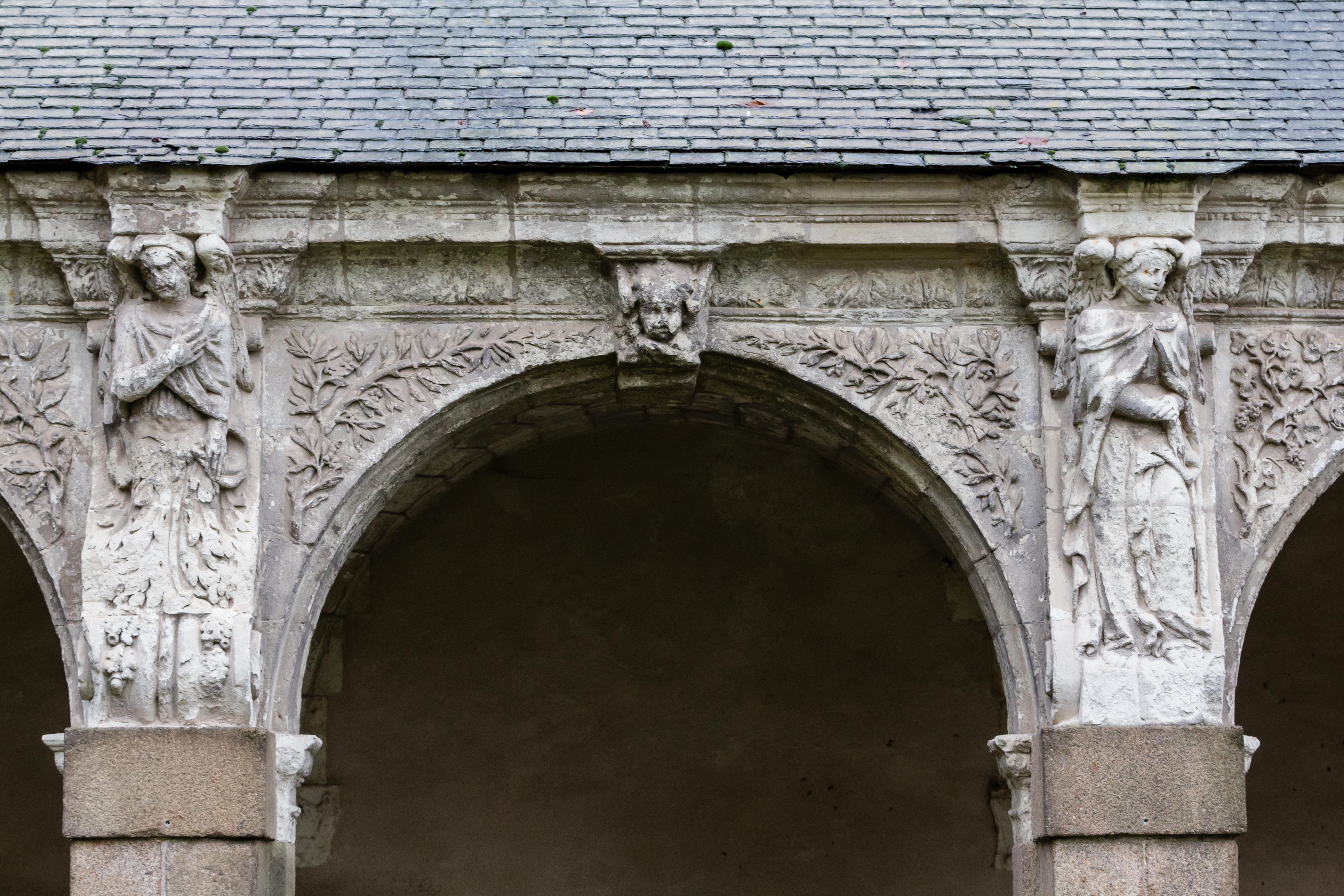
Septième arcade.
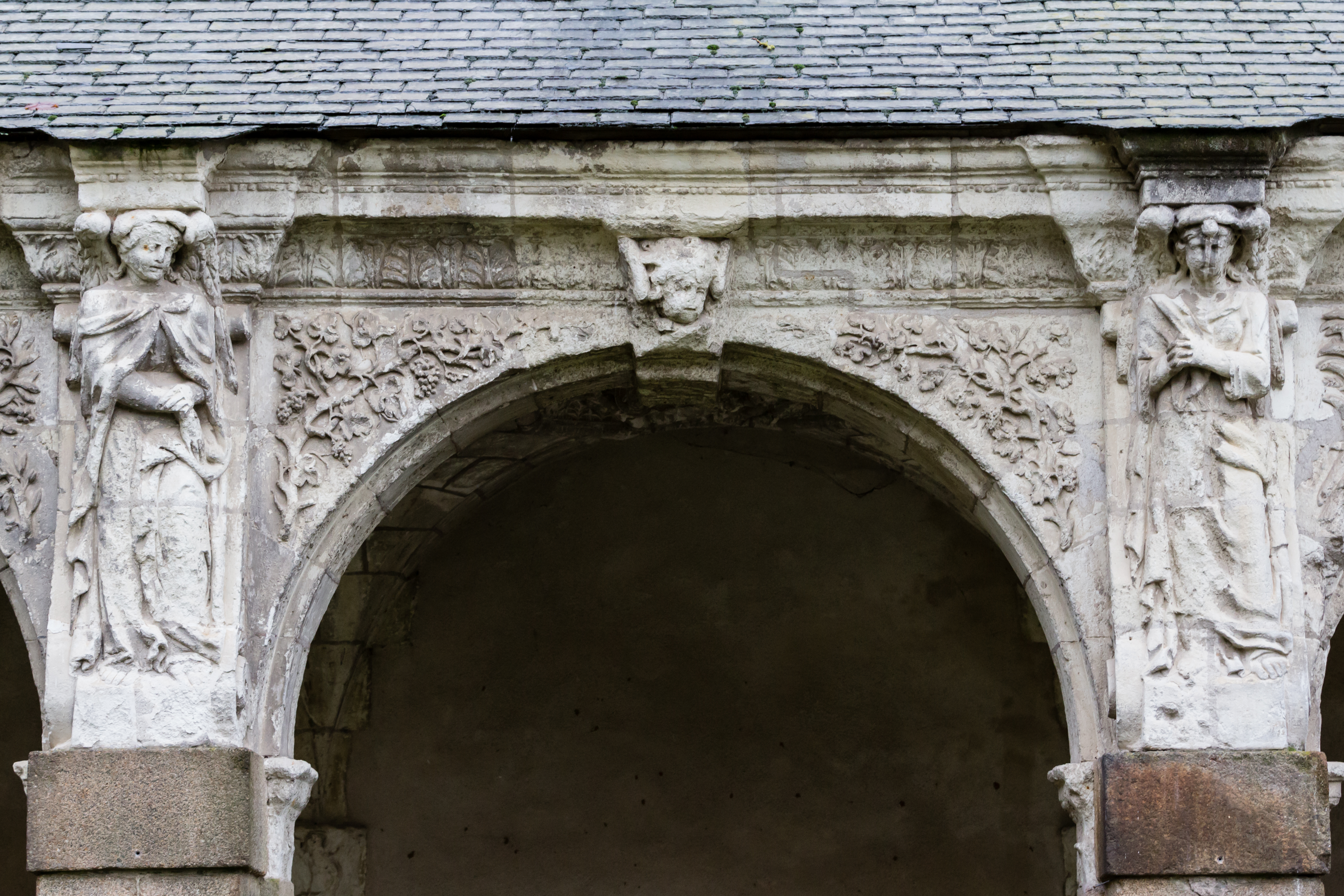
Sixième arcade.
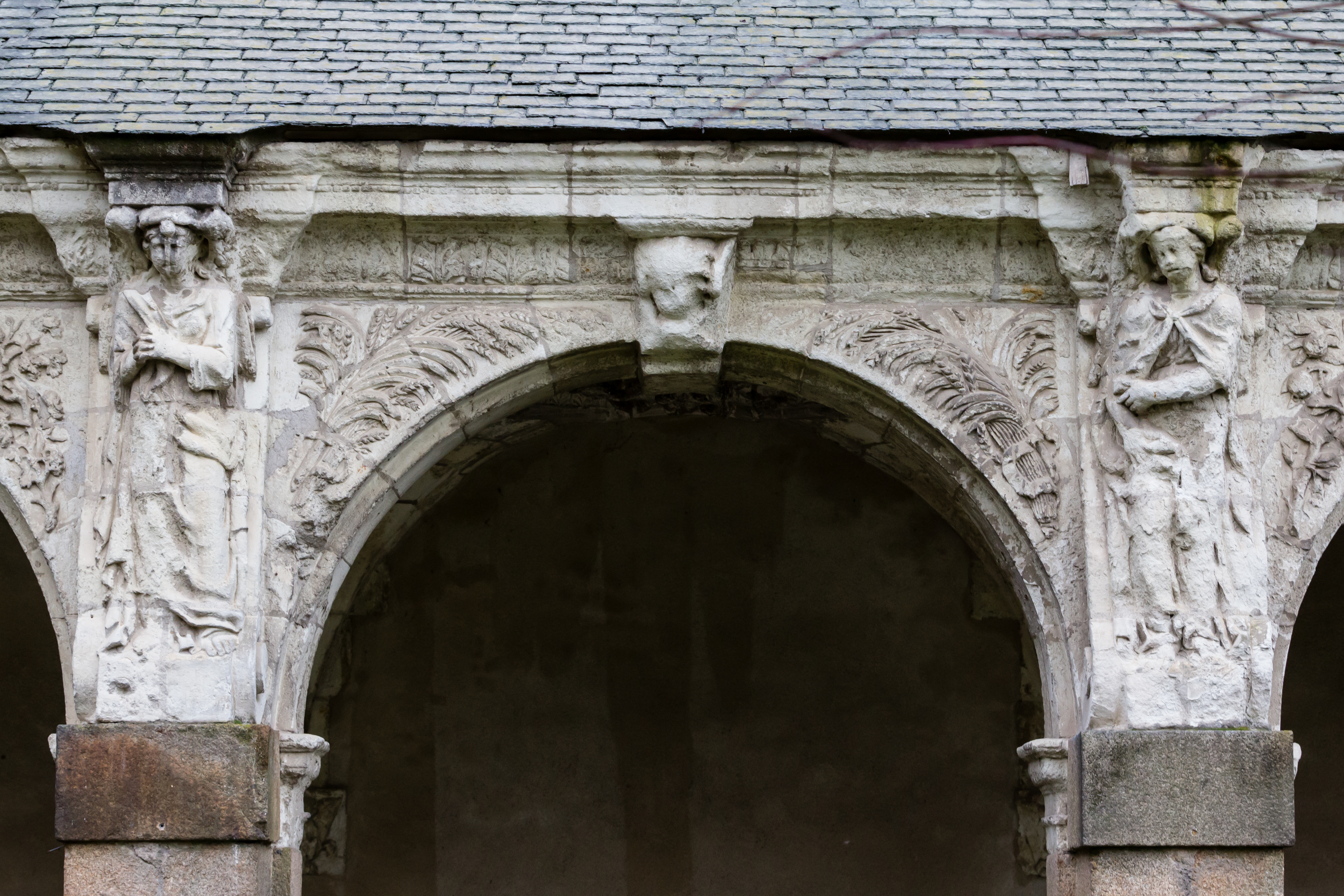
Cinquième arcade.
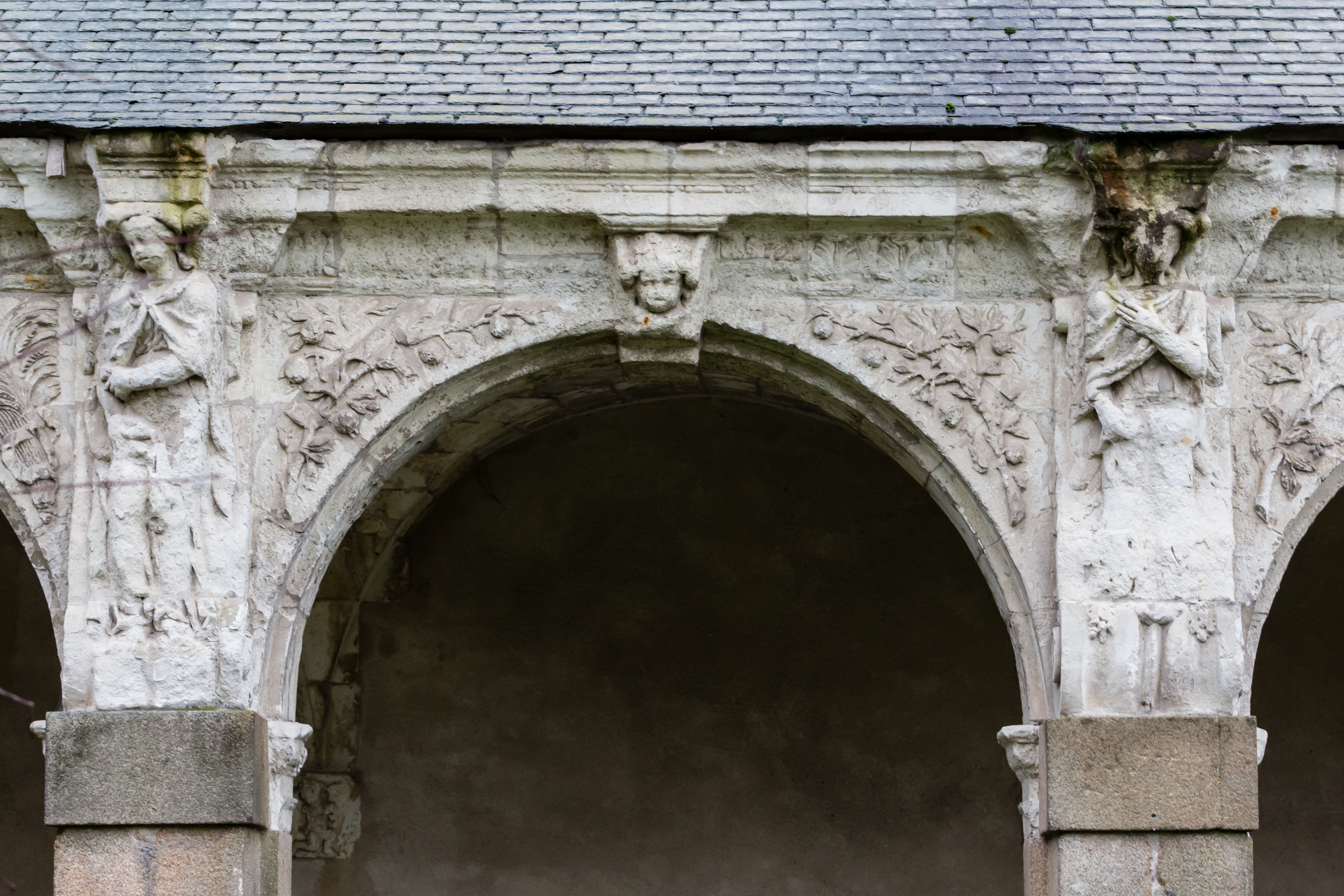
Quatrième arcade.
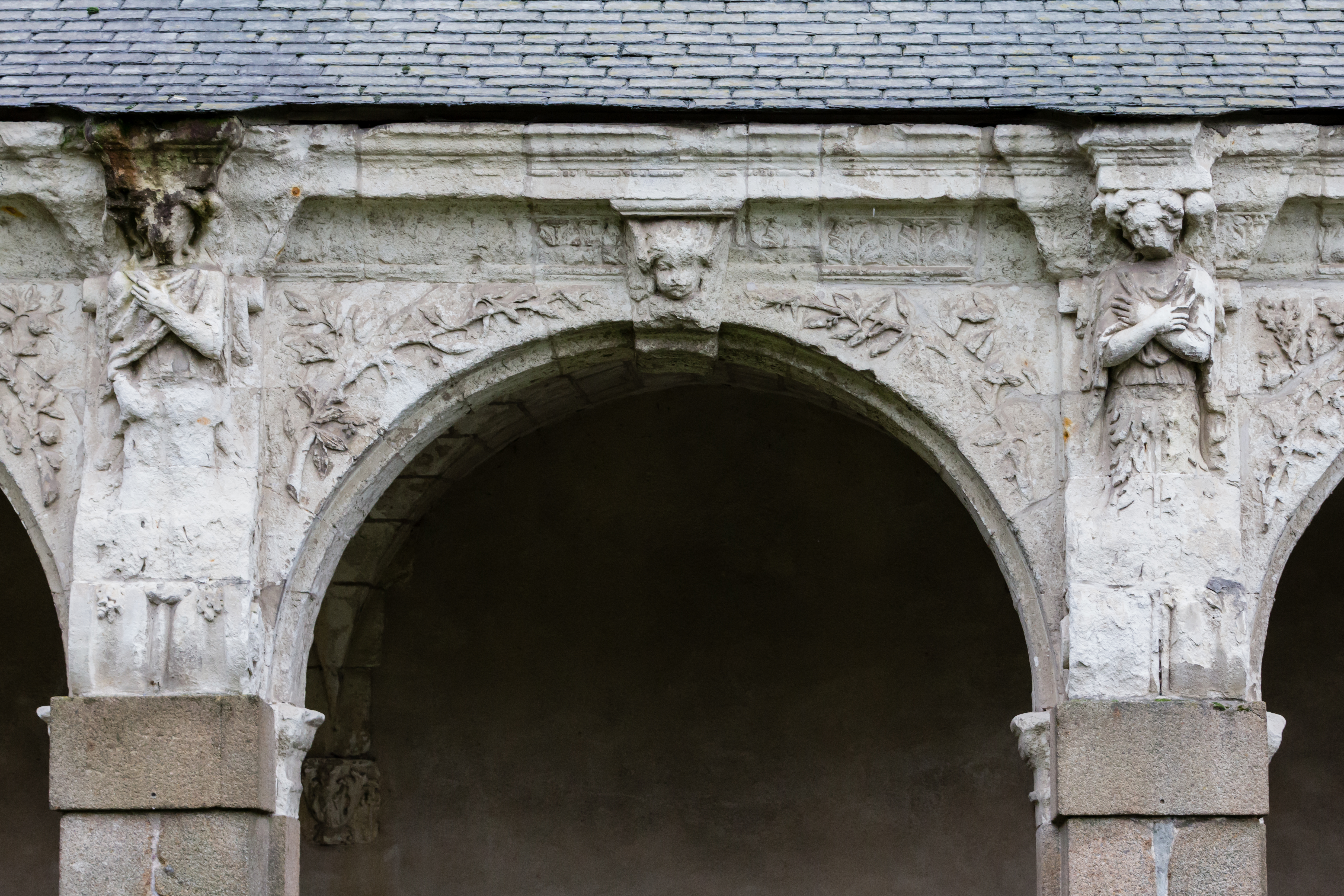
Troisième arcade.
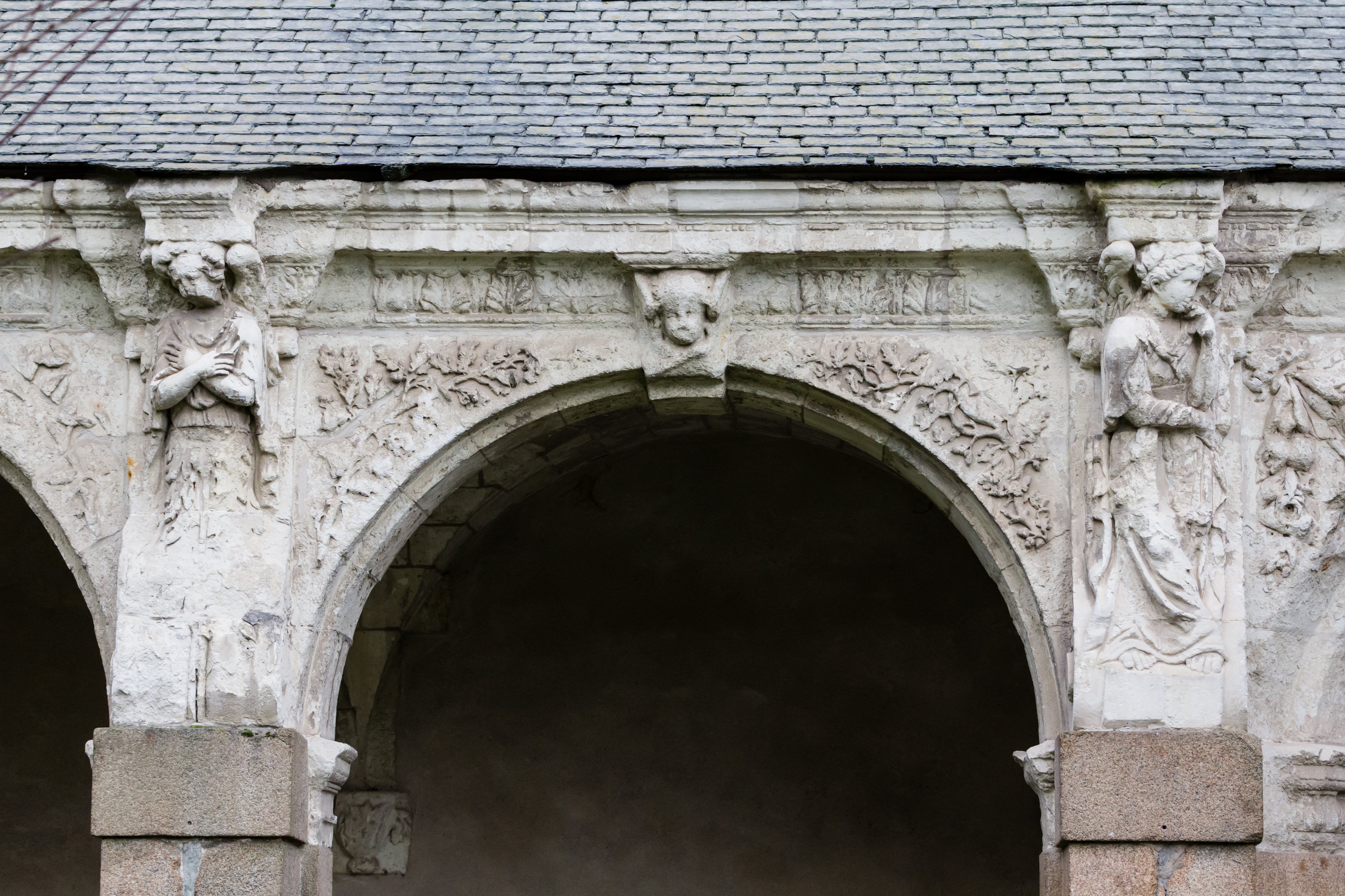
Seconde arcade.
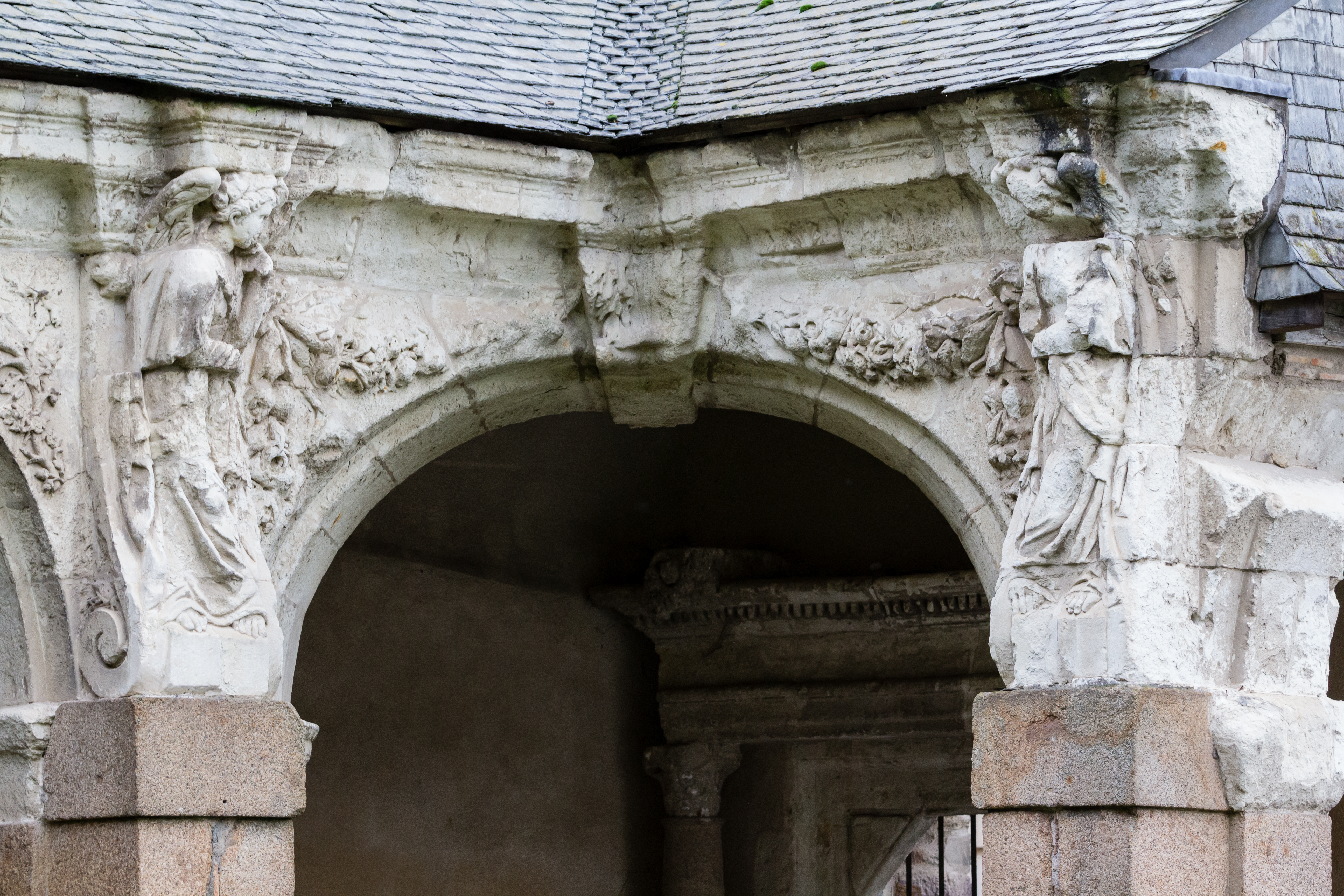
Angle nord-ouest.

Des chapiteaux du cloître roman de Saint Mélaine, retrouvés au début du XXe siècle lors de la démolition d’un mur de clôture (22 paires de chapiteaux jumelés et 21 chapiteaux isolés) sont conservés au musée de Bretagne. Sculptés de motifs végétaux et de volutes, d'une grande variété, ils sont datés par André Mussat de la fin du XIIe siècle.

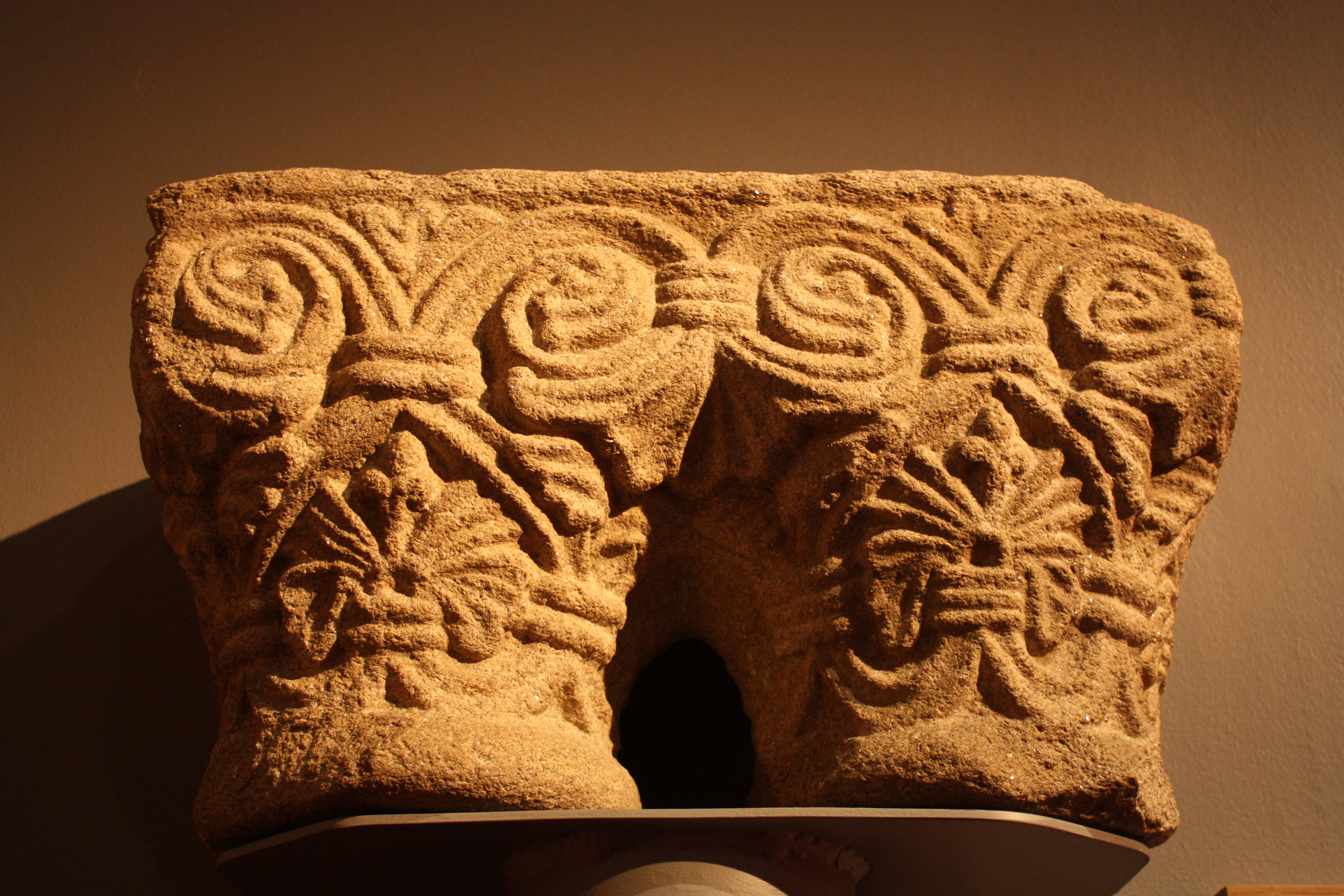
Chapiteau double du cloître Saint-Mélaine, Rennes, musée de Bretagne.